# Justin Morrow
Justin Morrow (Cleveland, 4 ottobre 1987) è un dirigente sportivo ed ex calciatore statunitense, di ruolo difensore, direttore sviluppo del Toronto FC.

## Carriera

### San Jose Earthquakes
Justin Morrow fa il suo debutto professionistico e segna la sua prima rete con il San Jose Earthquakes durante una partita di U.S. Lamar Hunt Open Cup contro il Real Salt Lake.
Fa il suo debutto in Major League Soccer il 1º maggio 2010 contro il Colorado Rapids. 
Nel 2012 si conquista un posto da titolare nella squadra ed a fine stagione raggiungono il successo conquistando la stagione regolare in maniera sorprendente. Dopo l'ottima stagione viene convocato per l'All Star Game.

### Toronto
Nel 2013 si trasferisce al Toronto FC.
Nel 2015 firma un contratto pluriennale con i canadesi.
Il 30 settembre 2017 segna la sua prima tripletta in carriera nella vittoria sul New York Red Bulls per 4-2, grazie alla quale i canadesi conquistano il loro primo MLS Supporters' Shield.
Durante la fase play-off gioca tutte le partite, compresa la finale vittoriosa sui Seattle Sounders per 2-0 che ha consegnato ai Reds il loro primo titolo MLS.

### Nazionale
Nel 2012, a seguito dell'ottima stagione appena disputata, Morrow viene convocato dalla Nazionale statunitense, esordendo nel gennaio 2013 nell'amichevole giocata e pareggiata contro la Nazionale canadese.
Nel 2017 viene convocato per la fase finale della Gold Cup dove gioca due partite da titolare, contribuendo alla conquista del titolo.

## Statistiche

### Presenze e reti nei club
Statistiche aggiornate al 1º ottobre 2017.
| Stagione        | Squadra              | Campionato      | Campionato | Campionato | Coppe nazionali | Coppe nazionali | Coppe nazionali | Coppe continentali | Coppe continentali | Coppe continentali | Altre coppe | Altre coppe | Altre coppe | Totale | Totale |
| Stagione        | Squadra              | Comp            | Pres       | Reti       | Comp            | Pres            | Reti            | Comp               | Pres               | Reti               | Comp        | Pres        | Reti        | Pres   | Reti   |
| --------------- | -------------------- | --------------- | ---------- | ---------- | --------------- | --------------- | --------------- | ------------------ | ------------------ | ------------------ | ----------- | ----------- | ----------- | ------ | ------ |
| 2010            | San Jose Earthquakes | MLS             | 3          | 0          | USOC            | 1               | 1               | -                  | -                  | -                  | -           | -           | -           | 4      | 1      |
| 2011            | San Jose Earthquakes | MLS             | 9          | 0          | -               | -               | -               | -                  | -                  | -                  | -           | -           | -           | 9      | 0      |
| 2012            | San Jose Earthquakes | MLS             | 33+2       | 1+0        | USOC            | 2               | 0               | -                  | -                  | -                  | -           | -           | -           | 35     | 2      |
| 2013            | San Jose Earthquakes | MLS             | 26         | 1          | USOC            | 1               | 0               | CCL                | 4                  | 0                  | -           | -           | -           | 31     | 1      |
| Totale San Jose | Totale San Jose      | Totale San Jose | 73         | 2          |                 | 4               | 1               |                    | 4                  | -                  |             | -           | -           | 80     | 2      |
| 2014            | Toronto              | MLS             | 31         | 1          | CC              | 3               | 0               | -                  | -                  | -                  | -           | -           | -           | 34     | 1      |
| 2015            | Toronto              | MLS             | 32+1       | 2+0        | CC              | 2               | 0               | -                  | -                  | -                  | -           | -           | -           | 35     | 2      |
| 2016            | Toronto              | MLS             | 31+6       | 5          | CC              | 3               | 0               | -                  | -                  | -                  | -           | -           | -           | 40     | 5      |
| 2017            | Toronto              | MLS             | 26         | 8          | CC              | 3               | 0               | -                  | -                  | -                  | -           | -           | -           | 26     | 8      |
| Totale Toronto  | Totale Toronto       | Totale Toronto  | 126        | 15         |                 | 11              | 0               |                    | -                  | -                  |             | -           | -           | 135    | 15     |
| Totale Carriera | Totale Carriera      | Totale Carriera | 200        | 17         |                 | 14              | 0               |                    | 4                  | 0                  |             | -           | -           | 218    | 17     |

### Cronologia presenze e reti in Nazionale
| Cronologia completa delle presenze e delle reti in nazionale ― Stati Uniti | Cronologia completa delle presenze e delle reti in nazionale ― Stati Uniti | Cronologia completa delle presenze e delle reti in nazionale ― Stati Uniti | Cronologia completa delle presenze e delle reti in nazionale ― Stati Uniti | Cronologia completa delle presenze e delle reti in nazionale ― Stati Uniti | Cronologia completa delle presenze e delle reti in nazionale ― Stati Uniti | Cronologia completa delle presenze e delle reti in nazionale ― Stati Uniti | Cronologia completa delle presenze e delle reti in nazionale ― Stati Uniti |
| Data                                                                       | Città                                                                      | In casa                                                                    | Risultato                                                                  | Ospiti                                                                     | Competizione                                                               | Reti                                                                       | Note                                                                       |
| -------------------------------------------------------------------------- | -------------------------------------------------------------------------- | -------------------------------------------------------------------------- | -------------------------------------------------------------------------- | -------------------------------------------------------------------------- | -------------------------------------------------------------------------- | -------------------------------------------------------------------------- | -------------------------------------------------------------------------- |
| 29-01-2013                                                                 | Houston                                                                    | Stati Uniti                                                                | 0 – 0                                                                      | Canada                                                                     | Amichevole                                                                 | -                                                                          |                                                                            |
| 13-07-2017                                                                 | Tampa Bay                                                                  | Stati Uniti                                                                | 3 – 2                                                                      | Martinica                                                                  | Gold Cup 2017 - 1º turno                                                   | -                                                                          | 81’                                                                        |
| 20-07-2017                                                                 | Filadelfia                                                                 | Stati Uniti                                                                | 2 – 0                                                                      | El Salvador                                                                | Gold Cup 2017 - Quarti                                                     | -                                                                          |                                                                            |
| 29-01-2018                                                                 | Los Angeles                                                                | Stati Uniti                                                                | 0 – 0                                                                      | Bosnia ed Erzegovina                                                       | Amichevole                                                                 | -                                                                          | 36’                                                                        |
| Totale                                                                     |                                                                            | Presenze                                                                   | 4                                                                          |                                                                            | Reti                                                                       | 0                                                                          |                                                                            |

## Palmarès

### Club
- MLS Supporters' Shield: 2

San Jose Earthquakes: 2012
Toronto: 2017
- Canadian Championship: 3

Toronto: 2016, 2017, 2018
- Campionato MLS: 1

Toronto: 2017

### Nazionale
- Gold Cup: 1

2017

### Individuale
- MLS Best XI: 1

2017